# Hans Christiansen
Pour les articles homonymes, voir Christiansen.
Hans Christiansen, né le 6 mars 1866 à Flensbourg et mort le 5 janvier 1945 à Wiesbaden, et un artiste peintre et maître artisan allemand, proche du Jugendstil.

## Biographie

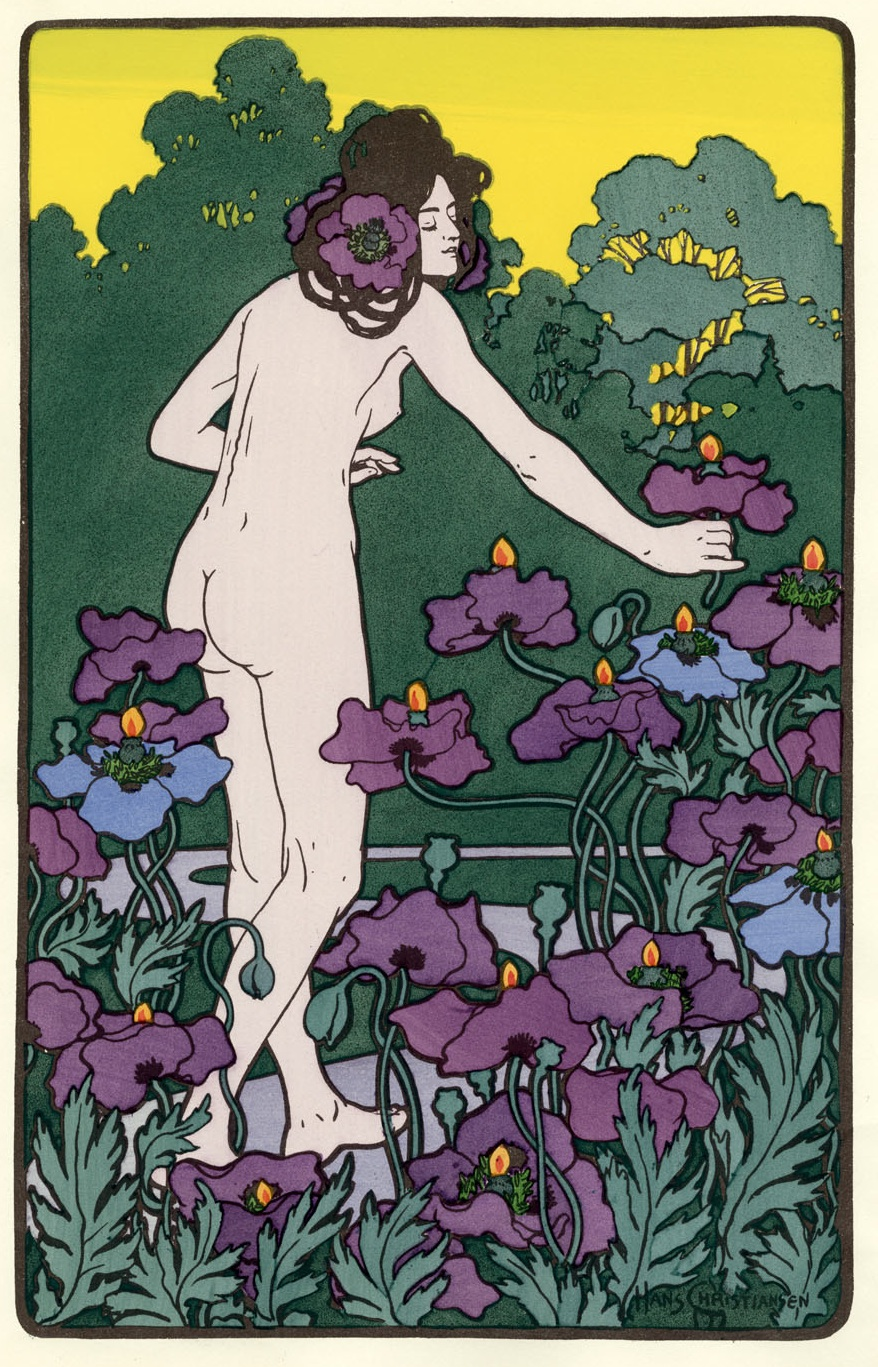
L'Heure du berger, reproduit dans L'Estampe moderne (1897).

Hans Christiansen entre en 1888 à l'école des arts appliqués de Munich, et, après un voyage en Italie, se spécialise dans la peinture de décoration à Hambourg. En 1895, il part pour Anvers puis pour Paris, où il fréquente l'Académie Julian. L'un de ses dessins est reproduit dans L'Estampe moderne. Il collabore à la revue manifeste Jugend dès 1896.
Il produit quelques illustrations pour des cartes à collectionner à partir de 1898 destinées à une marque de chocolat basée à Cologne, dirigée par Ludwig Stollwerck.
En 1899, il rejoint une colonie d'artistes à Darmstadt, et se lie à Joseph Maria Olbrich et Peter Behrens ; il conçoit de nombreux objets décoratifs de style Art nouveau.
En 1902, il est à Paris puis, à partir de 1911, il est nommé à l'école d'art de Wiesbaden en tant que maître de conférence.
Mariée à une femme de confession juive, Claire Guggenheim, il est interdit de production et d'exposition à partir de 1933 au moment du nazisme.

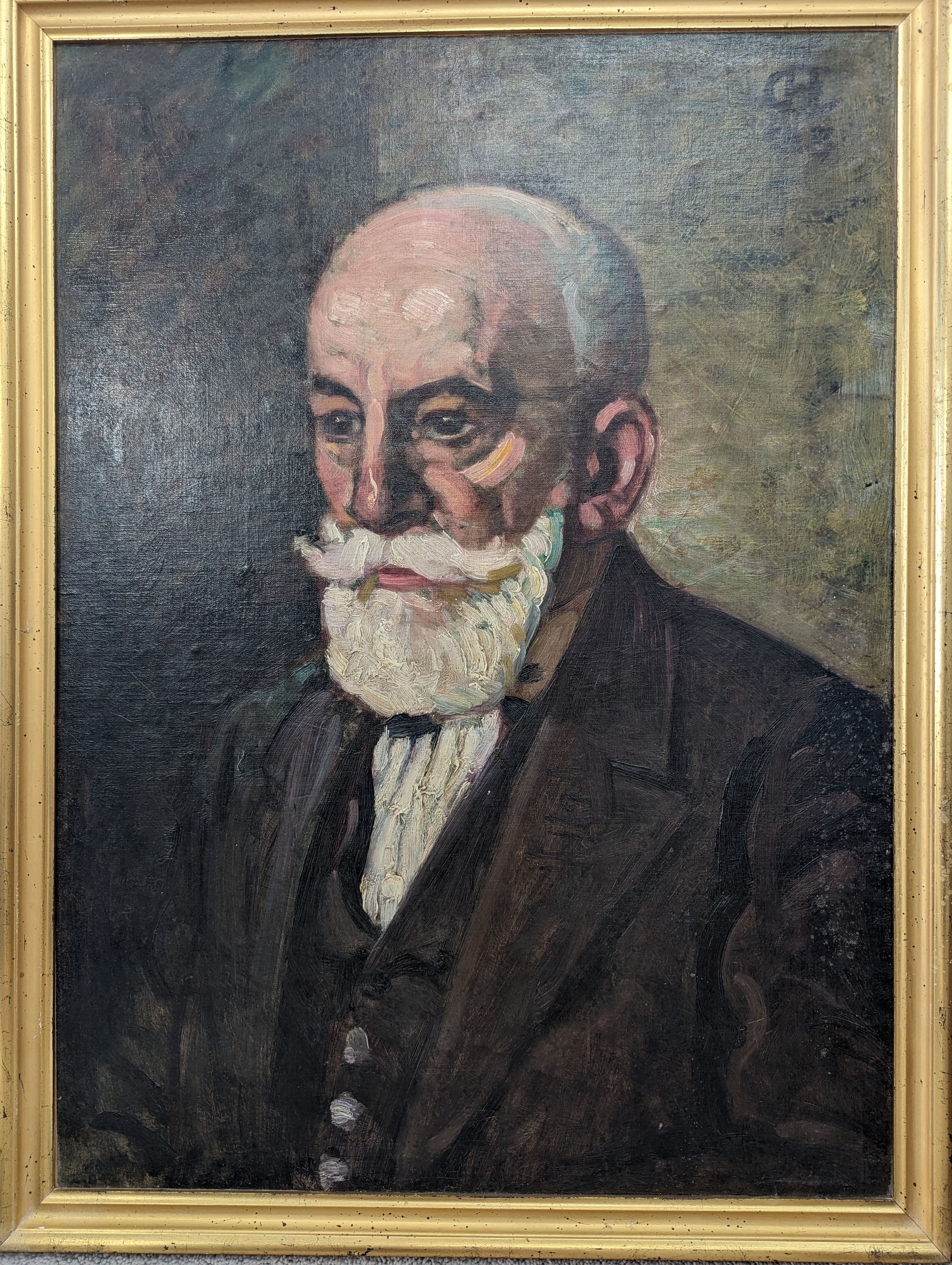

Durant la Seconde Guerre mondiale, son atelier et une grande partie de ses archives, sont détruits.
En juin-septembre 2015, une grande exposition sur son travail est présentée à la Villa Stuck de Munich.